# Rock the Block
Albums de Krokus
The Definitive Collection
(1999) Hellraiser
(2006)
Singles
1. Open Fire
Sortie : 2003
2. I Want It All
Sortie : 2003

Rock the Block est le quatorzième album studio du groupe de hard rock suisse, Krokus. Il est sorti le 25 février 2003 sur le label Warner Music et a été produit par le groupe.

## Historique
En 2002, Fernando Von Arb et Marc Storace décident à nouveau d'unir leurs forces pour relancer Krokus. Exit les musiciens qui accompagnait Fernando sur l'album Round 13, ils furent remplacés par Dominique Favez (guitare rythmique), Tony Castell (basse) et Patrick Aedy (batterie). Ces trois musiciens avait déjà enregistré et tourné avec Marc pour l'album hommage à Bon Scott, D/C World paru en 2000 .
Le groupe s'installa à Lausanne dans les Soundlake studios en février 2002 pour commencer à travailler sur la pré-production du nouvel album. Il le quitta de temps en temps pour participer à quelques festivals en Suisse, de qui permit au groupe de reprendre contact avec son public. Après quelques enregistrements supplémentaires aux Digital Air Studios de Bâle, l'album est prêt en novembre 2002.
Il sortira en Suisse en janvier 2003 et s'installera directement à la première place des charts suisses. Il y restera classé onze semaines et sera certifié disque d'or pour plus de 25000 exemplaires vendus.
La tournée de promotion qui suivra sera la plus longue tournée européenne que le groupe effectua depuis 1988 , elle traversa la Suisse, l'Allemagne, l'Autriche, les Pays-Bas et pour la première fois la Suède où le groupe participa au Sweden Rock Festival. C'est lors de ce festival et des concerts en Suisse que fut enregistré le matériel qui donna lieu à l'album en public Fire and Gasoline: Live (2004).

## Liste des titres
| No  | Titre               | Auteur                           | Durée |
| --- | ------------------- | -------------------------------- | ----- |
| 1.  | Mad World           | Fernando Von Arb, Marc Storace   | 3:56  |
| 2.  | Leading the Pack    | Von Arb, Storace                 | 3:34  |
| 3.  | I Want It All       | Von Arb, Storace, Tony Castell   | 4:08  |
| 4.  | Open Fire           | Von Arb, Storace                 | 5:09  |
| 5.  | One For All         | Von Arb, Storace                 | 3:36  |
| 6.  | Looking to America  | Von Arb, Storace                 | 4:10  |
| 7.  | Go My Way           | Von Arb, Storace                 | 4:14  |
| 8.  | Hot Shot            | Von Arb, Storace, Castell        | 3:34  |
| 9.  | Raise Your Hands    | Von Arb, Storace                 | 3:53  |
| 10. | Night of the Snakes | Von Arb, Storace                 | 3:32  |
| 11. | Throwing Her China  | Von Arb, Storace                 | 4:11  |
| 12. | We'll Rise          | Von Arb, Storace                 | 4:56  |
| 13. | Freedom             | Von Arb, Storace, David Stettler | 3:52  |
| 14. | Rock the Block      | Von Arb, Storace                 | 2:25  |

## Musiciens
- Fernando Von Arb: guitare lead et rythmique, piano
- Marc Storace: chant
- Dominique Favez: guitare rythmique
- Tony Castell: basse
- Patrick Aeby: batterie, percussions

avec
- Mark Edwards: chœurs

## Charts et certification
| Pays      | Durée du classement | Meilleur classement |
| --------- | ------------------- | ------------------- |
| Allemagne | 1 semaine           | 69e                 |
| Suisse    | 11 semaines         | 1er                 |

| Pays   | Certification | Ventes   | Date |
| ------ | ------------- | -------- | ---- |
| Suisse | Or            | 25 000 + | 2003 |